# Sycoscapter infectorius
Sycoscapter infectorius is een vliesvleugelig insect uit de familie Pteromalidae. De wetenschappelijke naam is voor het eerst geldig gepubliceerd in 1953 door Joseph.